# Liste der Bodendenkmäler in Wörth am Main
Auf dieser Seite sind die Bodendenkmäler in der unterfränkischen Gemeinde Wörth am Main zusammengestellt. Diese Tabelle ist eine Teilliste der Liste der Bodendenkmäler in Bayern. Grundlage ist die Bayerische Denkmalliste, die auf Basis des Bayerischen Denkmalschutzgesetzes vom 1. Oktober 1973 erstmals erstellt wurde und seither durch das Bayerische Landesamt für Denkmalpflege geführt wird. Die folgenden Angaben ersetzen nicht die rechtsverbindliche Auskunft der Denkmalschutzbehörde.

## Bodendenkmäler in der Gemeinde (Gemarkung) Wörth am Main
| Lage                     | Objekt | Akten-Nr.     | Bild |
| ------------------------ | --- | ------------- | ---- |
| Wörth am Main (Standort) | Kastell der römischen Kaiserzeit. | D-6-6120-0091 |      |
| Wörth am Main (Standort) | Kastell Seckmauern sowie Steingebäude der römischen Kaiserzeit. | D-6-6120-0092 |      |
| Wörth am Main (Standort) | Neuzeitliche Schanze. | D-6-6120-0093 |      |
| Wörth am Main (Standort) | Römischer Vicus mit Gräberfeld. | D-6-6120-0107 |      |
| Wörth am Main (Standort) | Badegebäude der römischen Kaiserzeit. | D-6-6120-0110 |      |
| Wörth am Main (Standort) | Archäologische Befunde des Mittelalters im Bereich der wüst gefallenen Vorgängersiedlung von Wörth am Main bei St. Martin.                                                                  | D-6-6120-0135 |      |
| Wörth am Main (Standort) | Untertägige Bauteile der mittelalterlichen ehemaligen Pfarrkirche St. Martin, tw. abgebrochen, Chor jetzt Friedhofskapelle St. Martin.                                                      | D-6-6120-0136 |      |
| Wörth am Main (Standort) | Archäologische Befunde des Mittelalters und der frühen Neuzeit im Bereich der Unteren Mühle bei Wörth am Main.                                                                              | D-6-6120-0137 |      |
| Wörth am Main (Standort) | Schanze der frühen Neuzeit. | D-6-6120-0152 |      |
| Wörth am Main (Standort) | Villa Rustica der römischen Kaiserzeit. | D-6-6220-0004 |      |
| Wörth am Main (Standort) | Gräber mit Kreisgraben vor- und frühgeschichtlicher Zeitstellung. | D-6-6220-0008 |      |
| Wörth am Main (Standort) | Vorgeschichtliche Grabhügel. | D-6-6220-0009 |      |
| Wörth am Main (Standort) | Archäologische Befunde des Mittelalters und der frühen Neuzeit im Bereich der Altstadt von Wörth am Main.                                                                                   | D-6-6220-0010 |      |
| Wörth am Main (Standort) | Archäologische Befunde im Bereich der mittelalterlichen Stadtbefestigung in Wörth am Main mit hölzerner Vorgängerbefestigung.                                                               | D-6-6220-0011 |      |
| Wörth am Main (Standort) | Archäologische Befunde der frühen Neuzeit im Bereich der Stadterweiterungen von Wörth am Main.                                                                                              | D-6-6220-0012 |      |
| Wörth am Main (Standort) | Archäologische Befunde im Bereich der ehemaligen mittelalterlichen Burg und des frühneuzeitlichen Schlosses in Wörth am Main.                                                               | D-6-6220-0013 |      |
| Wörth am Main (Standort) | Archäologische Befunde im Bereich der im Kern mittelalterlichen, frühneuzeitlichen profanierten katholischen Pfarrkirche St. Wolfgang von Wörth am Main mit mittelalterlichem Vorgängerbau. | D-6-6220-0014 |      |
| Wörth am Main (Standort) | Archäologische Befunde im Bereich der frühneuzeitlichen katholischen Kapelle St. Wendelin in Wörth am Main.                                                                                 | D-6-6220-0015 |      |